# 三氯乙酰氯
三氯乙酰氯（化学式：C2Cl4O）是三氯乙酸的酰氯衍生物，它可用于制造药物和植物农药。

## 制备
它可以由乙酰氯或乙醛在活性炭的存在下和氯气反应得到。在紫外光和催化剂的存在下氧气和四氯乙烯的反应也会产生三氯乙酰氯。
硝酸和三氯乙醛反应，得到三氯乙酸，再将三氯化磷加入至三氯乙酸中进行反应，反应结束后对产物进行分离，即得三氯乙酰氯。

## 应用
三氯乙酰氯可以用于合成农药、除草剂、杀菌剂等。

## 危险性
三氯乙酰氯有毒且有腐蚀性，可以和水剧烈反应。可以引起皮肤灼伤。

## 拓展阅读
- 戴永军, 孙绪兵, 冯宝艳,等. 高效液相色谱法测定三氯乙酰氯的含量（页面存档备份，存于）[J]. 农药科学与管理, 2004, 25(10):4-6.
- 王健. 一种以三氯乙酰氯为初始原料水相合成毒死蜱的方法:, CN102993237A[P]. 2013.
- 袁西福. 苯酚与三氯乙酰氯的反应、取代氨基苯酚的均苯三酚的合成研究[D]. 山东师范大学, 2005.
- 陈文生, 兰薇. 标准加入法定量测定四氯化钛中的三氯乙酰氯[J]. 贵州师范大学学报:自然科学版, 2001, 19(3):56-58.